# 곤도 유스케 (1982년)
곤도 유스케(일본어: 権東 勇介, 1982년 10월 7일 ~ )는 일본의 전 축구 선수이다.

## 구단 경력
과거 콘사돌레 삿포로, 미토 홀리호크, 츠바이겐 가나자와에서 활동하였다.